# Hellraiser: Hellworld
Hellraiser: Hellworld.com  (titlu original: Hellraiser: Hellworld) este un film de groază americano-românesc din 2005 regizat de Rick Bota. Este al optulea film din seria Hellraiser a lui Clive Barker. În rolurile principale joacă actorii Doug Bradley, Lance Henriksen, Katheryn Winnick, Christopher Jacot și Henry Cavill.

## Distribuție
- Doug Bradley - Pinhead
- Lance Henriksen - The Host
- Katheryn Winnick - Chelsea
- Christopher Jacot - Jake
- Khary Payton - Derrick
- Henry Cavill - Mike
- Désirée Malonga - Désirée Malonga
- Glenn Tyson - Anaconda
- Anna Tolputt - Allison
- Stelian Urian - Adam
- Adam Wallace - Tree